# Пустынный каменный дрозд
Пустынный каменный дрозд (лат. Monticola imerina) — птица из семейства мухоловковых (Muscicapidae).

## Описание
Длина пустынного каменного дрозда в среднем составляет 16 см.
Как и у всех остальных представителей рода каменных дроздов, у пустынного каменного дрозда выражен половой диморфизм. Самец имеет гораздо более яркое оперение, чем самка. У самца бледно-серая голова, шея, крылья и спина. Брюшная сторона тела тускло-оранжевого цвета, подхвостье белого цвета с оранжевым оттенком. У самок брюшная сторона тела беловатая с пестринками, а верхняя часть головы и крылья серые.

## Распространение
Пустынный каменный дрозд является эндемиком острова Мадагаскара, встречается только в Южном прибрежном регионе страны, от реки Унилахи до озера Анони, к западу от Тауланару (бывший Форт-Дофин).
Встречается этот вид на высоте до 200 метров над уровнем моря.

## Образ жизни
Пустынный каменный дрозд питается ягодами, фруктами и различными насекомыми. Корм в основном добывают на земле.
Сезон размножения проходит с октября по февраль. На протяжении всего сезона размножения самец устанавливает и защищает территорию, а самка строит гнездо и инкубирует яйца. Гнездо представляет собой чашу, состоящую из лишайника, мха, веточек, корней и других волокнистых материалов, укрепленных перьями. Располагается оно обычно на дереве, среди ветвей, на высоте примерно 1,5—3 метров. В кладке обычно 2—3 бирюзовых яйца. Насиживание длится примерно 18 дней. После вылупления птенцов кормят оба родителя.